# Musée d'art de Vinnytsia
Le  musée d'art de Vinnytsia  est une institution situé à Vinnytsia en Ukraine.

## Historique
Il est ouvert dans un bâtiment du XVIIe siècle. Il a été fondé en 1987 sur la base du département d'art du musée régional d'histoire locale de Vinnytsia.

## Galerie d'images

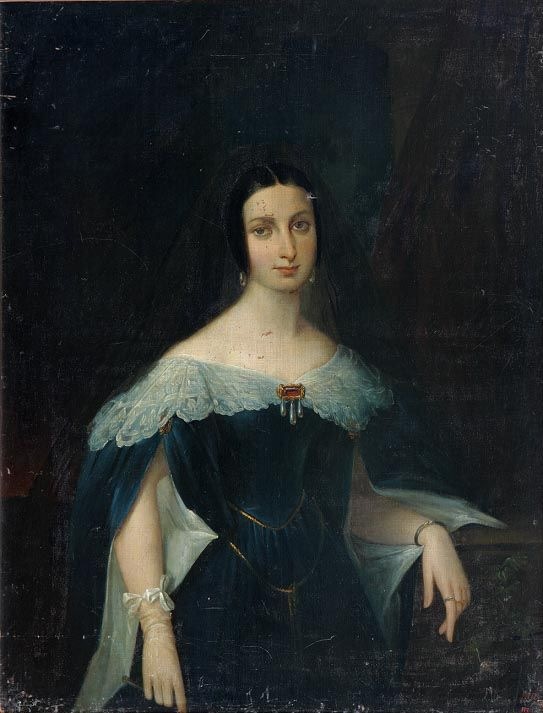
Marie Potocka,
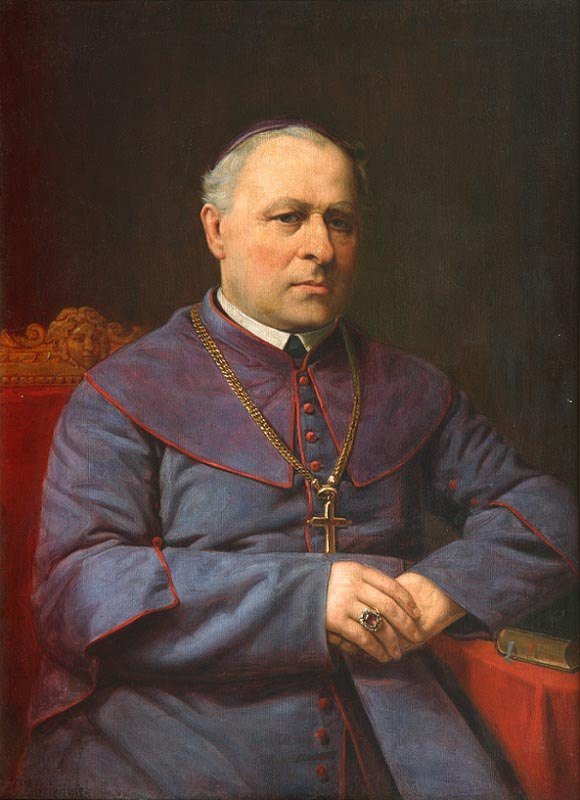
portrait de Szymon Marcin Kozłowski,
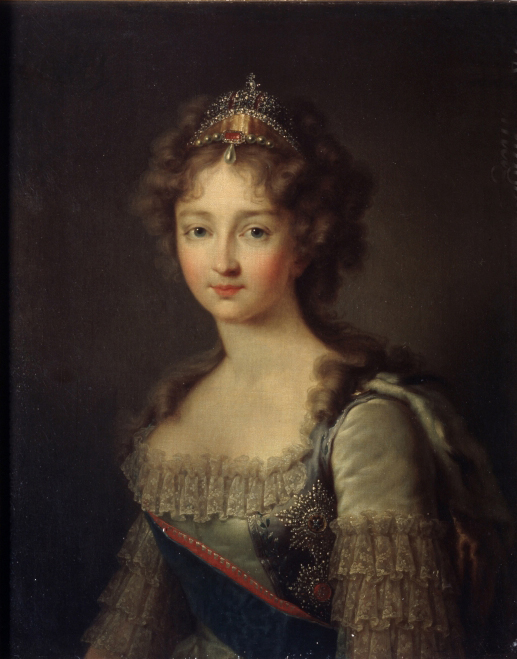
Elisabeth Alexeïevna par Gerhard von Kügelgen,
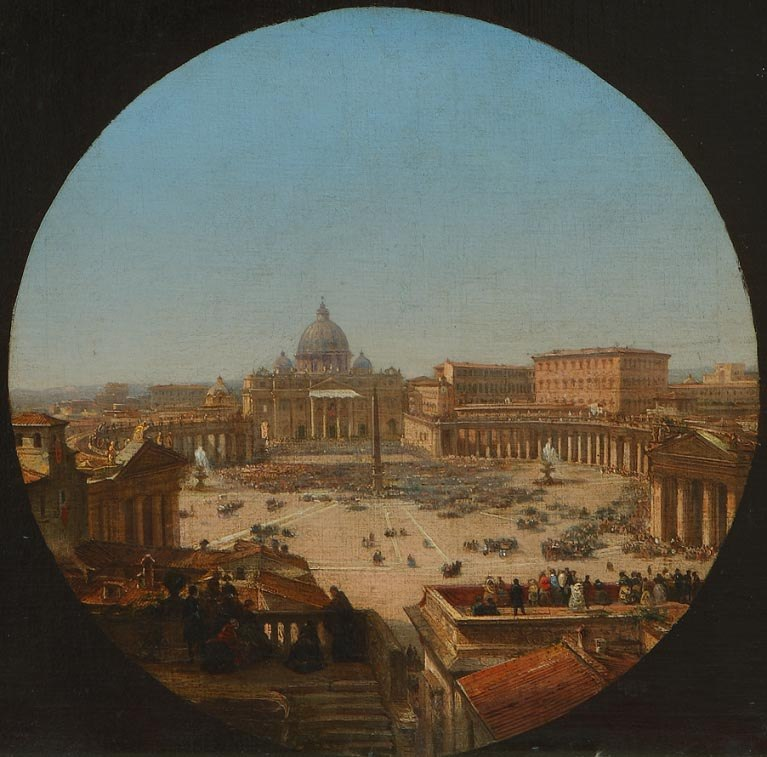
la place st-Pierre de Rome par Jan Zassidatel,
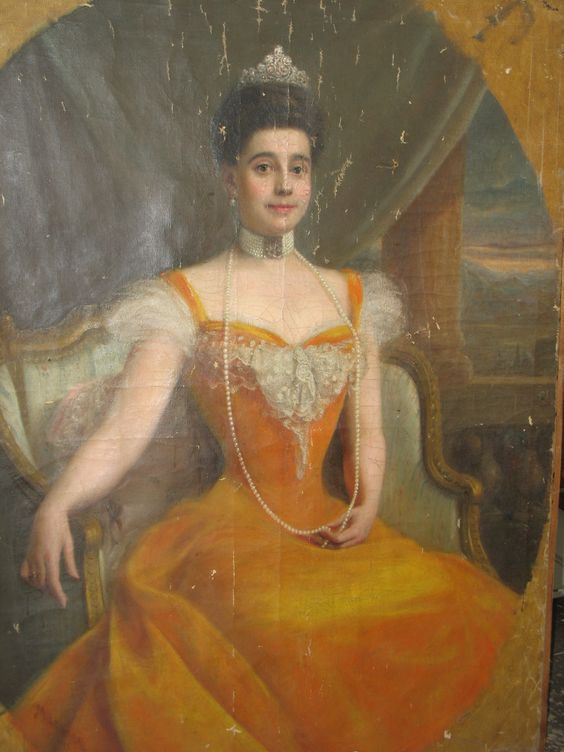
Helena Radzwill-Potocka,
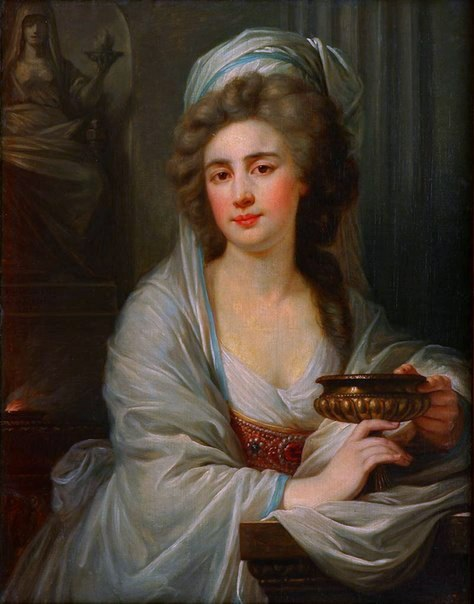
Sophie Potocka.